# Banisia angulata
Banisia angulata är en fjärilsart som beskrevs av W. Warren 1899. Banisia angulata ingår i släktet Banisia och familjen Thyrididae. Inga underarter finns listade i Catalogue of Life.